# مسجد جامع اردوباد
مسجد جامع اردوباد - مسجدی واقع در اردوباد، آذربایجان و یکی از بناهای تاریخی در اردوباد است. این بنا در بالاترین نقطه شهر واقع شده‌است.

## معماری
نمای خارجی مسجد با توجه به شواهد مربوط به قرن هفدهم میلادی است. کتیبه ای در ورودی ساختمان نشان می‌دهد که بنا در سال ۱۶۰۴ در دوران سلطنت صفوی ایران شاه عباس اول (حکومت ۱۵۸۸–۱۶۲۹) ساخته شده‌است.اما برخی عناصر در طرح مسجد وجود دارد کهنشان می‌دهد مسجد قبل از قرن ۱۷ وجود داشته و این فقط بازسازی دوباره بوده‌ است. شبستان سه بخشی قسمت اصلی پلان را شکل می‌دهد. استفاده از طاقچه‌های عمیق متصل به قوس اصلی از ویژگی‌های معماری بومی منطقه است دیوارهای این مسجد از قلوه سنگ ساخته شده و با آجرهایی به ابعاد ۲۱ در ۲۱ در ۵ پوشیده شده‌ است.